# Graeme Crosby
Graeme Crosby (4 juli 1955) is een Nieuw-Zeelands voormalig motor- en autocoureur.
Als motorcoureur won hij de Daytona 200, de Imola 200, de 8 uur van Suzuka, de Senior TT, de Classic TT en de Formula One TT. In het seizoen 1982 werd hij tweede in de 500cc-klasse van het wereldkampioenschap wegrace. 

## Carrière
Graeme Crosby begon zijn racecarrière in 1974 in Nieuw-Zeeland. In 1976 reed hij in het Australisch superbike-kampioenschap. In 1979 reed hij voor het eerst in de TT van Man. In de Classic TT viel hij uit, maar in de Formula One TT werd hij met een Moriwaki-Kawasaki vierde.
In 1980 werd hij al opgenomen in het fabrieksteam van Suzuki. Hij maakte samen met Randy Mamola deel uit van het Britse Heron-Suzuki-team voor de 500cc-klasse. Hij sloot het seizoen af met een tweede plaats in de Duitse Grand Prix en werd achtste in de totaalstand. In dat jaar won hij samen met Wes Cooley de 8 uur van Suzuka endurancerace met een Yoshimura-Suzuki. Hij won ook de Formule 1-race van de Ulster Grand Prix en werd wereldkampioen Formule TT.
In 1981 bleven zowel Crosby als Mamola in dienst van Heron-Suzuki en daardoor waren ze ook nog steeds fabriekscoureur. Crosby begon het seizoen in het wereldkampioenschap goed met twee polepositions in de GP van Oostenrijk en de GP van Duitsland. In Oostenrijk werd hij tweede, maar in Duitsland viel hij door problemen met zijn versnellingsbak terug naar de dertiende plaats. In de GP des Nations eindigde hij weer als tweede ondanks het feit dat in het rennerskwartier zijn magnesium carburateurs gestolen werden. Bij de Franse Grand Prix werd hij derde, net als in de GP van San Marino. Hij sloot het wereldkampioenschap af als vijfde. Hij won in dit jaar Formula One TT en hij werd opnieuw wereldkampioen Formule TT. Hij won ook de Mallory Park Race of the Year en de Classic TT.
In het seizoen 1982 werd hij samen met Graziano Rossi opgenomen in het Marlboro-Yamaha-team van Giacomo Agostini, dat geleid werd door Kel Carruthers. Dit was echter niet het fabrieksteam. Agostini kreeg niet de nieuwe Yamaha OW 60-W-vier, die was voorbehouden aan Kenny Roberts. Crosby begon het seizoen echter met een overwinning in de belangrijke Daytona 200. Hij werd derde in de GP des Nations, tweede in de GP van Joegoslavië, derde in de Britse Grand Prix. Deze race was erg pijnlijk, want bij een val in de trainingen had Crosby zijn handpalmen opengeschuurd en hij moest met extra dikke handschoenen rijden. Ook tijdens de Zweedse Grand Prix had hij daar nog veel last van, maar hij werd desondanks derde, net als later in de Grand Prix van San Marino. Hij nam op dat moment de tweede plaats in het wereldkampioenschap in, maar de titel was al naar Franco Uncini gegaan.
In het seizoen 1983 werd Marlboro-Yamaha het officiële fabrieksteam, waardoor Kenny Roberts vanzelfsprekend aan het team werd toegevoegd. Tweede rijder werd echter de jonge Eddie Lawson. Teleurgesteld door de teampolitiek keerde Graeme Crosby terug naar Nieuw-Zeeland. Daar opende hij een aantal motorzaken, maar hij ging zich ook bezighouden met toerwagenraces in Nieuw-Zeeland en Australië. In 1995 werd hij opgenomen in de New Zealand Sports Hall of Fame en in 2007 in de New Zealand Motorcycling Hall of Fame.
Zijn biografie "CROZ" werd in 2010 gepubliceerd.

## Wereldkampioenschap wegrace resultaten
(Races in vet zijn pole-positions; races in cursief geven de snelste ronde aan)
| Jaar | Klasse | Team           | Motorfiets     | 1       | 2     | 3          | 4      | 5     | 6     | 7       | 8       | 9       | 10     | 11      | 12    | 13    | 14      | Punten | Plaats | Overwinningen |
| ---- | ------ | -------------- | -------------- | ------- | ----- | ---------- | ------ | ----- | ----- | ------- | ------- | ------- | ------ | ------- | ----- | ----- | ------- | ------ | ------ | ------------- |
| 1980 | 500 cc | Heron-Suzuki   | Suzuki RG 500  |         |       | NAT DNF    | SPA 12 | FRA 5 |       | NED 8   | BEL 4   | FIN DNS | GBR 13 |         | DUI 2 |       |         | 29     | 8e     | 0             |
| 1981 | 500 cc | Heron-Suzuki   | Suzuki RG 500  |         | OOS 2 | DUI 13     | NAT 2  | FRA 3 |       | JOE 4   | NED DNF | BEL 7   | SMR 3  | GBR DNF | FIN 5 | ZWE 5 |         | 68     | 5e     | 0             |
| 1982 | 500 cc | Malboro-Yamaha | Yamaha YZR 500 | ARG DNF | OOS 4 | FRA boycot | SPA 4  | NAT 3 | NED 6 | BEL DNF | JOE 2   | GBR 3   | ZWE 3  |         |       | SMR 3 | DUI DNF | 78     | 2e     | 0             |

## Isle of Man TT resultaten
| Jaar | Klasse         | Team         | Motorfiets        | Plaats |
| ---- | -------------- | ------------ | ----------------- | ------ |
| 1979 | Formula One TT | Privé        | Moriwaki-Kawasaki | 4      |
| 1979 | Classic TT     | Privé        | Moriwaki-Kawasaki | DNF    |
| 1980 | Formula One TT | Heron-Suzuki | Suzuki            | 2      |
| 1980 | Senior TT      | Heron-Suzuki | Suzuki            | 1      |
| 1980 | Classic TT     | Heron-Suzuki | Suzuki            | DNF    |
| 1981 | Formula One TT | Heron-Suzuki | Suzuki            | 1      |
| 1981 | Senior TT      | Heron-Suzuki | Suzuki            | DNF    |
| 1981 | Classic TT     | Heron-Suzuki | Suzuki            | 1      |

## Trivia

### Spanning, maar ook stroom
Graeme Crosby monteerde tijdens de Isle of Man TT van 1980 een 30-liter tank op zijn Suzuki om minder pitstops te maken. In de afdaling van Bray Hill werd die tank door zijn eigen gewicht op de elektrische installatie gedrukt, waardoor Crosby onder stroom kwam te staan. Crosby moest echter voorover blijven leunen om druk op het voorwiel te houden en pas in de klim op Ago's Leap kon hij weer, letterlijk, ontspannen.

### Weten waar je uitvalt
Op de 60 km-lange Snaefell Mountain Course (van de Isle of Man TT) is het soms belangrijk waar een coureur stilvalt. Tijdens de trainingen kan hij soms met hulp van toeschouwers via binnenwegen terugkeren naar het rennerskwartier om een reservemotor op te halen. Tijdens de Classic TT van 1979 viel Graeme Crosby stil bij het Creg-ny-Baa-Public House. Hij verklaarde later: "Ik heb geleerd dat het belangrijkste als je stilvalt is, dat je het bij een pub doet." Op dat idee kwam Percy "Tim" Hunt al in 1928: toen hij bij "the Cregg" stilviel had hij genoeg voorsprong om duwend de finish te bereiken en alsnog te winnen, maar hij zwichtte voor de aanwezige bar.